# Ованнисян, Давид Арташесович
Давид Арташесович Ованнисян (арм. Դավիթ Արտաշեսի Հովհաննիսյան, (20 марта,1953), Ереван) — армянский востоковед, дипломат, кандидат филологических наук, профессор (2012), политик и общественный деятель, один из создателей кафедры арабистики ЕГУ. Внёс значительный вклад в развитии арабистики и исламоведения в Армении.

## Биография
В 1976 году окончил факультет востоковедения ЕГУ, в 1979 году. Институт стран Азии и Африки МГУ защитил диссертацию «„Книга поэзии и поэтов“ Ибн Кутейбы — как источник классической арабской поэзии» под руководством известного арабиста Максима Киктева, получил учёную степень кандидата филологических наук, а в 1980 г. поступил на работу в Ереванский государственный университет, сначала как преподаватель, затем как ассистент.
В 1986—1987 гг. проходил стажировку в Египте, в Каирском университете. В 1988 г., параллельно с преподаванием в университете и 4 научными работами, начинает заниматься социально-политической деятельностью. В 1989 г. основается информационное агентство «Арменфакс», которое должно было сыграть очень важную роль в выводе Армении из информационного кризиса тех лет. В 1990 г. Давид Ованнисян поступает на работу в аналитический отдел Верховного Совета Армении в качестве главного эксперта.

### Основание кафедры арабистики

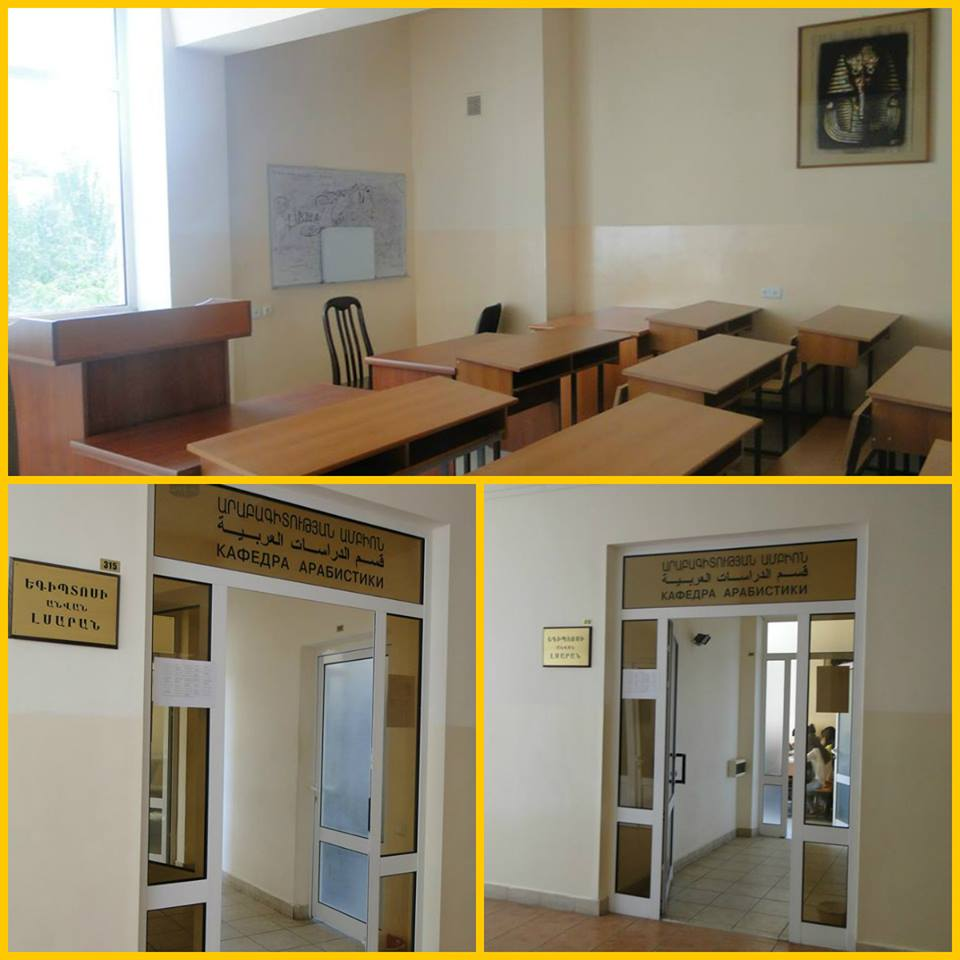

Давид Ованнисян является основателем и первым заведующим Кафедры арабистики ЕГУ, руководил кафедрой до 1992 г. В 1992 году был назначен первым главой дипломатической миссии РА в Сирийской Арабской Республике. Ему, как новоназначенному дипломату, было суждено открытие нового посольства, установление и поддержание дружественных отношений.
В конце 1998 г. вернувшись в Ереван, Давид Ованнисян получил полномочия посла в МИД РА, одновременно начиная научно-педагогическую деятельность на кафедре арабистики ЕГУ. В 2001 г. он был включен в состав армяно-турецкой комиссии по восстановлению мира. В феврале 2003 г. оставляет работу в МИД, возвращается в университет и полностью посвещает себя педагогической и научно-исследовательной деятельности.
В 2007 г. он открывает Центр по исследованию проблем культуры и цивилизации ЕГУ. В 2012 г. Д. Ованнисяну было присвоено звание профессора.

### Опыт работы

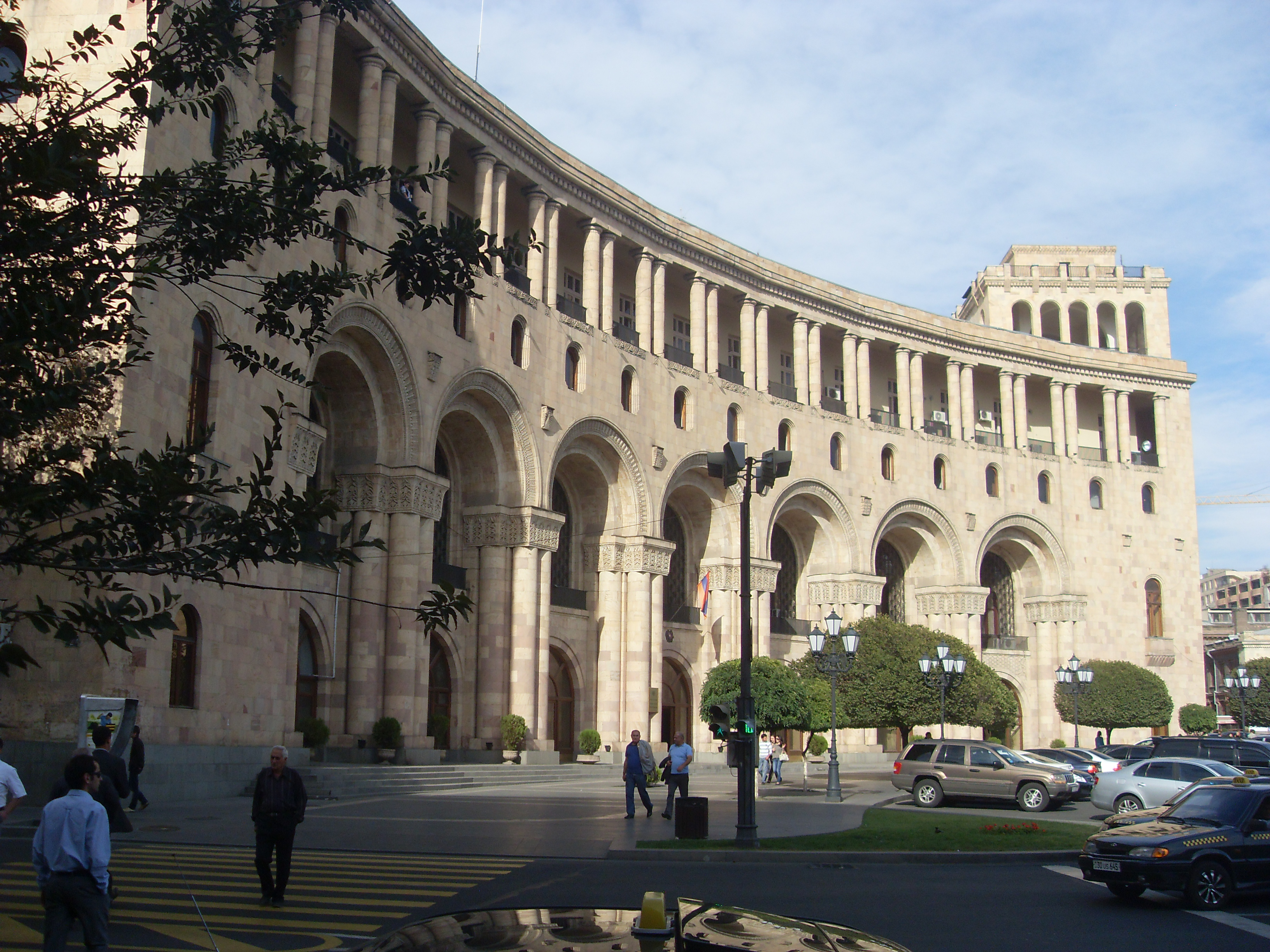
Министерство иностранных дел Армении

- 1980—1985 гг. ЕГУ, Факультет востоковедения, приглашенный преподаватель кафедры арабистики
- 1985—1987 гг. ЕГУ, Факультет востоковедения, ассистент кафедры арабистики
- 1987—1992 гг. ЕГУ, Факультет востоковедения, заведующий кафедрой арабистики
- 1989—1991 гг. информационное агентство «Арменфакс», главный редактор
- 1990—1992 гг. Администрация президента РА, эксперт по вопросам Ближнего Востока
- 1992—1998 гг. Посольство РА в Сирии, посол
- 1998—2003 гг. Министерство иностранных дел Армении, Чрезвычайный и полномочный посол
- 1998 г. по настоящее время — ЕГУ, Факультет востоковедения, кафедра арабистики, доцент
- 1999—2005 гг. Ереванский государственный лингвистический университет имени В. Я. Брюсова, кафедра социологии
- 2001 г. по настоящее время — Институт Кавказа
- 2007 г. по настоящее время — Центр цивилизационных и культурных исследований, ЕГУ, директор
- 2008—2012 гг. Ереванский государственный лингвистический университет имени В. Я. Брюсова, помощник ректора
- 2010 г. по настоящее время — «Язык, социум, культура» журнал, член редакторского совета
- 2011 г. по настоящее время — Ассоциация Кавказоведения, член

## Научные работы

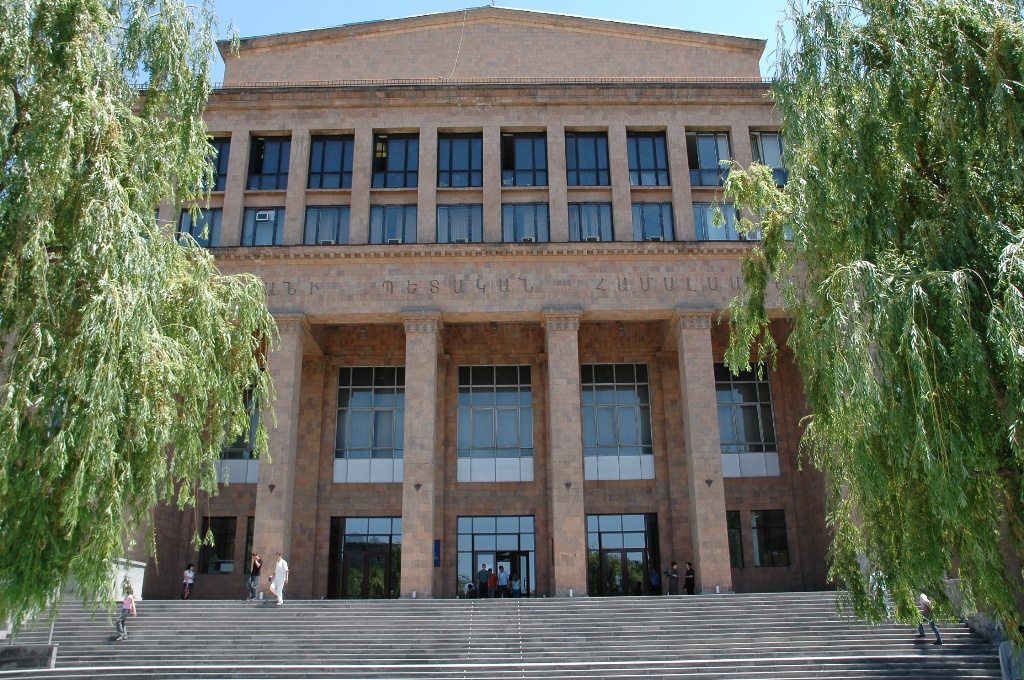
Ереванский государственный университет

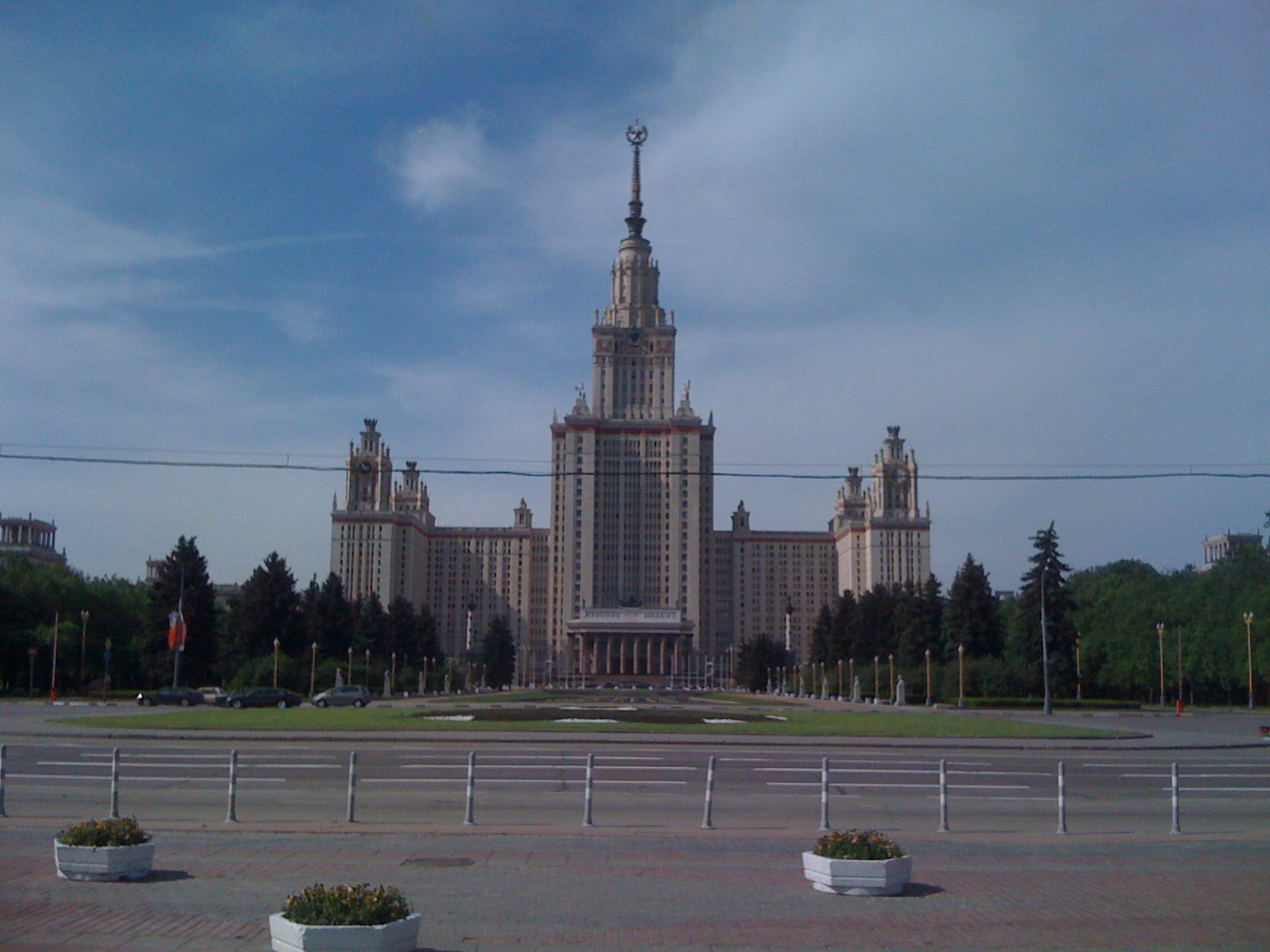
Московский государственный университет

Профессор Давид Ованисян является автором около 110 научных работ на разных языках, по темам арабистики, исламоведения, проблем методологии, философии, политологии и международных отношений, в том числе — трех монографий.
- Отношения армянской средневековой мысли с арабо-мусульманской философией, (на арабском), Каир 1989
- Программа спецкурса по Корану, комментариям и хадисам, Ереван 1987
- Книга поэзии и поэтов Ибн Кутайбы, Изд. ЕГУ, Ереван 1986
- Методическое руководство для семинарских занятий по истории арабской литературы, Ереван 1983
- Программа курса лекций по истории арабской литературы, Ереван 1980

Он исследовал ценности и систему ценностей, с помощью которых он ввел в научный оборот и сделал доступным для широкого круга читателей ценности не только арабской доисламской эпохи, но и богатой средневековой арабомусульманской культуры, а также систему ценностей, открытой ими.
Другая область научных интересностей Д. Ованнисяна — изучение адаптационных механизмов. Во многих научных изданиях профессор показывал закономерности адаптации арабо-мусульманской культуры, с помощью анализа текста Корана и ранних средневековых источников. Эти анализы дают возможность получить представление об особенностях адаптационных процессов культуры в различных сферах сивилизации и применимы с точни зрения понимания процессов, которые происходят сегодня.
Отдельной областью научных исследований профессора Ованнисяна является обработка концептуальных подходов‚ которые касаются Республики Армения и месту и роли армян в контексте вызовов современного мира. Эти подходы завершаются концепциями «Системой трех морей» и «Сеть-государство».
Давид Ованисян является основоположником организационно-деятельных игр армянской методологической школы, в рамках которой он сочинил, организовал и осуществил более двух десятков организационно-деятельных игр, касающихся современных проблем РА и Южного Кавказа. Является членом различных междунаровных организаций, в том числе — американской ассоциации международных исследований, международной академии «ТРАНСЦЕНТ».

## Список литературы
- Исследования арабистики, том 6, Ереван 2013 (на арм.яз.) Архивная копия от 23 ноября 2020 на Wayback Machine
- о Д. Ованнисяне на сайте ЕГУ Архивная копия от 7 апреля 2014 на Wayback Machine
- Центр цивилизационных и культурных исследований, ЕГУ Архивная копия от 6 апреля 2014 на Wayback Machine